# Marcello Campolonghi
Marcello Campolonghi (Piacenza, 15 febbraio 1975) è un allenatore di calcio ed ex calciatore italiano, di ruolo attaccante.

## Caratteristiche tecniche

### Giocatore
Attaccante tecnicamente dotato e veloce, gioca preferibilmente come seconda punta pur potendosi adattare al ruolo di centravanti.

## Carriera

### Giocatore

#### Club
Cresciuto nel San Nicolò insieme a Filippo e Simone Inzaghi, passa poi al Piacenza, con cui non riesce mai a esordire in prima squadra. Lasciato libero dai biancorossi per motivi caratteriali, disputa una stagione nel Fidenza, in Serie D, e l'anno successivo passa per 40 milioni di lire alla Maceratese, in Serie C2. Nelle Marche si fa notare dal Brescia, che lo fa esordire nel campionato di Serie B 1995-1996. Con le Rondinelle vince il Torneo di Viareggio 1996 e conquista la promozione in Serie A al termine del campionato 1996-1997.
Nel 1997 viene acquistato dal Milan, che poi lo gira in prestito al Monza, sempre in Serie B. Con i brianzoli gioca un campionato e mezzo tra i cadetti; nel gennaio 1999 passa al Lecce, che ne rileva la comproprietà in cambio di Renato Greco, e conquista la seconda promozione in Serie A. Rientrato al Milan, viene ceduto al Cesena nella trattativa che porta Mattia Graffiedi ai rossoneri. Inizialmente riserva del rumeno Daniel Pancu, guadagna il posto da titolare a fianco di Carlo Taldo: la coppia realizza 25 reti, non sufficienti a evitare la retrocessione in Serie C1. Inizialmente riconfermato anche per la stagione successiva, nella sessione autunnale del mercato torna in Serie B, ingaggiato in comproprietà dal Siena, con cui disputa una stagione e mezza tra i cadetti. Nel gennaio 2002, dopo essere finito ai margini della rosa dei toscani, passa al Crotone, in Serie C1, e nell'estate 2003 si trasferisce a parametro zero alla Reggiana. La permanenza in Emilia, condizionata da diversi problemi fisici, dura una sola stagione conclusa con la salvezza ai playout; nella successiva sessione di mercato passa al Como, sempre in Serie C1.
Nel dicembre 2004 lascia i lariani, in difficoltà economiche, e si trasferisce alla Cremonese (suscitando il disappunto della tifoseria piacentina), con cui ottiene la promozione in Serie B. Inizialmente riconfermato, nel finale della sessione estiva di mercato si trasferisce al Pizzighettone, appena promosso in Serie C1: disputa tre campionati (due di Serie C1 e uno di Serie C2), poi passa al Pavia nell'estate 2008, sempre in Serie C2. Vi rimane per una sola stagione, nella quale realizza 6 reti nonostante diversi infortuni; nel settembre 2009, non rientrando nei piani tecnici della società, rescinde il contratto e ritorna al Pizzighettone, scendendo in Serie D.
Nella stagione 2010-2011 passa al San Nicolò, squadra piacentina che milita nel campionato di Eccellenza. Rimane in forza ai bianconeri anche all'inizio della stagione successiva, quando la società si fonde con il Marsaglia rinominandosi San Nicolò Marsaglia, salvo poi trasferirsi al Fontana Audax di Castel San Giovanni, con cui non evita la retrocessione in Prima Categoria. Nel luglio 2012 passa alla Borgonovese, che lascia a dicembre per trasferirsi all'Agazzanese, entrambe nel Piacentino.

#### Nazionale
È stato convocato dal CT Marco Tardelli per i Giochi del Mediterraneo nel 1997, nei quali vince la medaglia d'oro.

### Allenatore
Nel 2014 interrompe l'attività agonistica per dedicarsi a quella di allenatore, come tecnico della squadra Giovanissimi del Pro Piacenza. Dopo un intermezzo al San Lazzaro, società dilettantistica piacentina, come direttore tecnico, torna ai rossoneri anche nelle stagioni successive guidando gli Allievi e quindi, dal 2017, la Berretti.
In seguito ricopre incarichi di responsabilità nei settori giovanili di Udinese (dal 2018 al 2020) e Monza dal 2020.

## Palmarès

### Giocatore

#### Club

##### Competizioni giovanili
- Torneo di Viareggio: 1

Brescia: 1996

##### Competizioni nazionali
- Campionato italiano di Serie B: 1

Brescia: 1996-1997
- Campionato italiano Serie C1: 1

Cremonese: 2004-2005 (girone A)

#### Nazionale
- Giochi del Mediterraneo: 1

1997